# Taça de Portugal de 1995–96
A Taça de Portugal 1995-96 foi a 56ª edição da Taça de Portugal, competição sob alçada da Federação Portuguesa de Futebol.
A  final foi realizada a 18 de maio de 1996, no Estádio Nacional do Jamor, entre o Benfica e o Sporting. O Benfica derrotou o Sporting, por 3-1, e conquistou a sua 23ª Taça de Portugal.
Durante o jogo, um adepto do Benfica assassinou brutalmente, com um very-light, um adepto do Sporting.

## Oitavos de Final
| Visitado             | Resultado                  | Visitante       |
| Marítimo             | 2 - 0                      | Vila Real       |
| Felgueiras           | 1 - 2                      | Penafiel        |
| Portimonense         | 0 - 1                      | União de Leiria |
| Portimonense         | 2 - 3                      | Estoril Praia   |
| Farense              | 1º: 1 - 1 (a.p.) 2º: 1 - 3 | Benfica         |
| Lamego               | 1º: 1 - 1 (a.p.) 2º: 0 - 1 | Porto           |
| Vitória de Guimarães | 1 - 0                      | Belenenses      |

## Quartos de Final
| Visitado        | Resultado | Visitante            |
| Porto           | 2 - 0     | Penafiel             |
| Olhanense       | 1 - 2     | Sporting             |
| Benfica         | 1 - 0     | Vitória de Guimarães |
| União de Leiria | 2 - 1     | Marítimo             |

## Meias-Finais
| Visitado | Resultado                  | Visitante       |
| Porto    | 1º: 1 - 1 (a.p.) 2º: 0 - 1 | Sporting        |
| Benfica  | 2 - 0                      | União de Leiria |

## Final
| 18 de Maio de 1996 | Benfica                             | 3 – 1 | Sporting          | Estádio Nacional do Jamor, Lisboa Público: Árbitro: Vitor Pereira |
|                    | Mauro Airez 9' · João Pinto 39' 67' |       | Carlos Xavier 83' |                                                                   |

## Campeão
| Taça de Portugal 1995-96 |
| ------------------------ |
| Benfica 23º Título       |

## Morte de um adepto na final
Na  final realizada a 18 de maio de 1996, um very-light causou a morte de um adepto do Sporting. 
Um adepto benfiquista, Hugo Inácio, que então fazia parte da claque do Benfica «No Name Boys» foi considerado pela Justiça o autor do disparo que causou a morte ao adepto leonino Rui Mendes, de 36 anos. Foi condenado a quatro anos de prisão por negligência grosseira, sentença que não se alterou após repetição do julgamento em Janeiro de 1998. Em 2000, quando lhe faltavam 15 meses e 6 dias de pena efetiva, não regressou à prisão após uma saída precária. Foi recapturado em fevereiro de 2011. Em 2012 foi novamente detido por arremessar uma cadeira que atingiu um agente da autoridade, causando-lhe ferimentos na mão e na perna. Foi condenado a 18 meses de prisão efetiva e impedido de entrar em recintos desportivos durante dois anos. Em 2017 voltou a ser condenado a uma pena de prisão efetiva. Desta vez, Hugo Inácio foi punido com três anos de cadeia e proibido de frequentar recintos desportivos durante sete anos, por ter feito deflagrar uma tocha no Estádio da Luz e por ter sido detido pela PSP, já no exterior, na posse de outra.
Foi novamente detido, em 20 de janeiro de 2018, quando estava a assistir ao encontro entre o Benfica e o Desportivo de Chaves.